# Prostitution en Mongolie

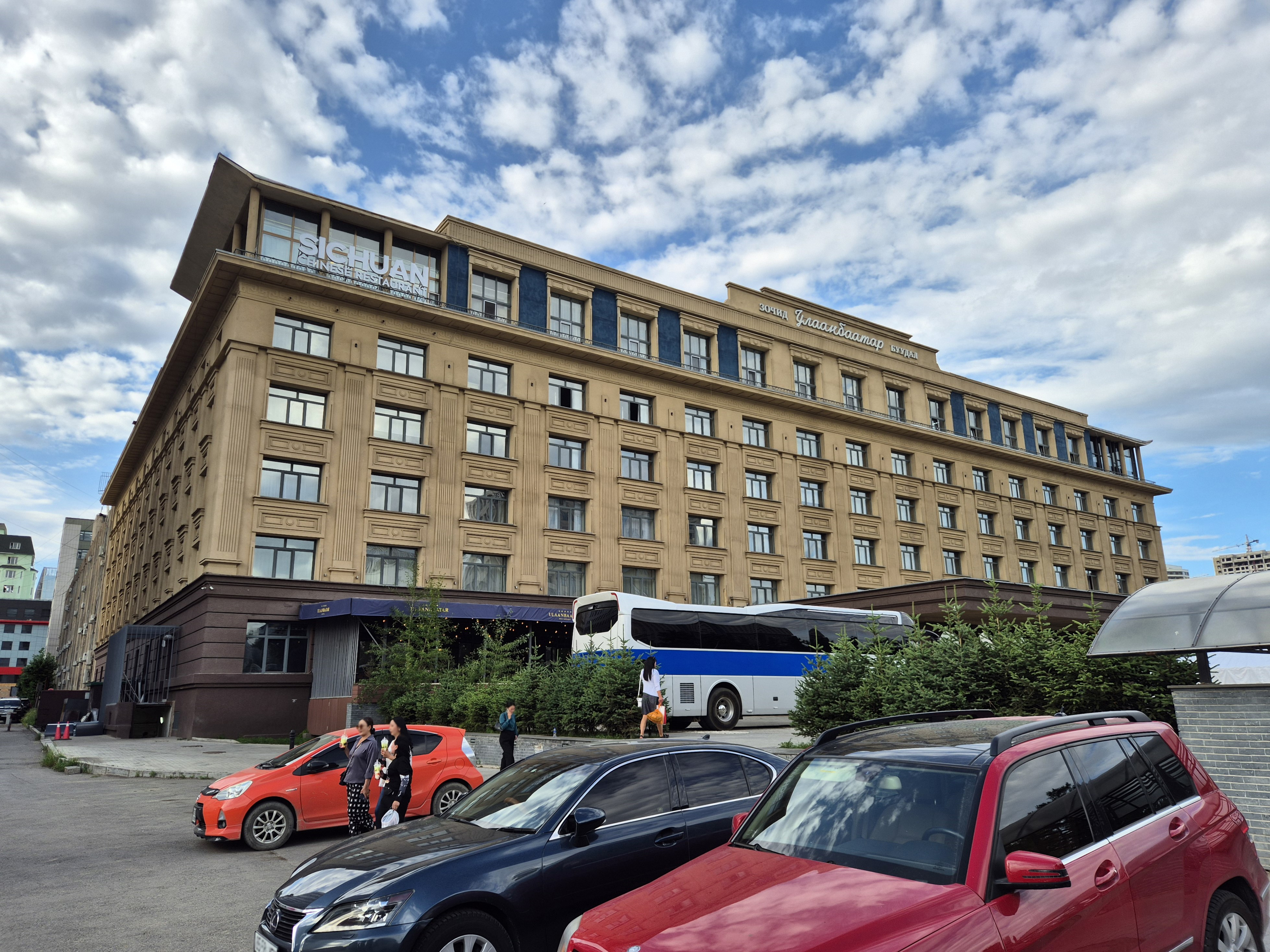
Photographie de l'hôtel Ulaanbaatar, situé dans la capitale mongole Oulan-Bator.

La prostitution en Mongolie est illégale mais répandue dans certaines régions,. Le Fonds mondial pour la tuberculose, le VIH / sida et le paludisme a estimé qu'il y avait environ 19 000 professionnel(le)s du sexe dans le pays en 2006. De nombreuses femmes en Mongolie se tournent vers la prostitution en raison de la pauvreté.
Le trafic sexuel et la prostitution des enfants, y compris le tourisme sexuel impliquant des enfants, sont des problèmes dans le pays.

## Aperçu
Bien qu'illégale, la prostitution en Mongolie est en hausse, en partie en raison de la croissance de l'industrie minière.
Dans la capitale, Oulan-Bator, la prostitution était auparavant centrée sur le parc en face de l'hôtel Ulaanbaatar, où la plupart des riches occidentaux séjournaient dans le pays. Ces dernières années, il a déménagé dans les bars karaoké, les hôtels, les saunas et les salons de massage. Les militantes féminines affirment qu'il existe des centaines de ces établissements dans la ville. Bien qu'il y ait des descentes occasionnelles de la police, les établissements fonctionnent généralement sans être dérangés par les forces de l'ordre.
Le nombre d'hommes employés à la mine de cuivre d'Oyu Tolgoi et aux houillères de Tavan Tolgoi a entraîné une forte augmentation du nombre de travailleuses du sexe dans ces régions.
Le long des principales autoroutes menant à la frontière chinoise, les chauffeurs de camion échangent du diesel contre du sexe. Les prostituées le long des autoroutes sont connues sous le nom de «filles diesel».
Les femmes mongoles en Chine travaillent comme prostituées dans les bars de Pékin comme celui de Maggie,,,. Les femmes mongoles travaillent également dans les lupanars de la ville de libre-échange chinoise d'Erenhot, à la frontière sino-mongole. Parce que les citoyens mongols peuvent rester en Chine pendant trente jours sans enregistrement ni besoin de visa, de nombreuses prostituées y sont depuis de nombreuses années et retournent en Mongolie une fois par mois.

## Santé sexuelle
Comme le travail du sexe dans le pays est clandestin en raison de la situation juridique, les professionnel(le)s du sexe ont peu accès aux services de santé sexuelle. Les infections sexuellement transmissibles sont élevées parmi les professionnel(le)s du sexe, 30% ayant la syphilis. La National AIDS Foundation craint une propagation accélérée du VIH.

## Tourisme sexuel
Le tourisme sexuel se produit dans le pays. La police rapporte que 1 500 femmes et adolescents travaillent dans des bars, des salons de massage et des hôtels accueillant des étrangers et des touristes.
Les touristes japonais et sud-coréens se livrent au tourisme sexuel impliquant des enfants dans le pays. Il y a souvent une complicité des familles des enfants impliqués, dont la condition économique est difficile.

## Trafic sexuel
La Mongolie est un pays d'origine et de destination pour les femmes et les enfants victimes de trafic sexuel. L'une des principales destinations est la Chine, où les victimes sont forcées de rembourser les passeurs des "frais" engagés pour les amener à l'étranger. Les femmes et les filles sont victimes de trafic sexuel dans les salons de massage, les hôtels, les bars et les clubs de karaoké mongols. Des femmes sont soumises à la prostitution forcée après avoir conclu des mariages négociés avec des hommes chinois et, avec une fréquence moindre, des hommes sud-coréens. Les trafiquants utilisent parfois des drogues, des réseaux sociaux frauduleux, des offres d'emploi en ligne ou des programmes en anglais pour attirer les victimes mongoles dans le trafic sexuel. Un nombre important de victimes mongoles des zones économiques rurales et pauvres sont victimes de trafic sexuel à Oulan-Bator et dans les zones frontalières.
L'article 113 du code pénal interdit toutes les formes de traite des êtres humains; cependant, les autorités accusent fréquemment les trafiquants sexuels présumés en vertu de l'article 124, qui incrimine l'incitation et l'organisation de la prostitution d'autrui, mais n'exige pas l'élément de force, de fraude ou de coercition qui définit une traite. Les autorités ont poursuivi 37 accusés et en ont condamné huit en vertu de l'article 124 en 2016. Parmi ces condamnations pour traite d'êtres humains, le nombre de cas qui avaient des liens directs avec le trafic sexuel n'est pas connu.
Le développement continu de l'industrie minière dans le sud de la Mongolie a entraîné une augmentation des migrations internes et internationales, augmentant le risque de trafic, en particulier le long de la frontière sino-mongole. Les jeunes femmes risquent d'être exploitées à des fins de prostitution par des chauffeurs de camion transportant du charbon qui attendent au passage de la frontière. Des rapports précédents allèguent que la corruption parmi certains responsables mongols entrave les efforts du gouvernement contre la traite.
Le Bureau de surveillance et de lutte contre la traite des personnes du département d'État des États-Unis classe la Mongolie parmi les pays de la « liste de surveillance de niveau 2 ».